# Taufkirchen (Landkreis Mühldorf am Inn)
 For alternative betydninger, se Taufkirchen. (Se også artikler, som begynder med Taufkirchen)
Taufkirchen er den sydligste kommune i Landkreis Mühldorf am Inn i den østlige del af regierungsbezirk Oberbayern i den tyske delstat Bayern.
Den er en del af Verwaltungsgemeinschaft Kraiburg am Inn.

## Geografi
Kommunen ligger i landlige omgivelser i Bayerisches Alpenvorland.
Nabokommunen mod nord er købstaden (markt) Kraiburg am Inn. Mod øst ligger Oberneukirchen, og mod syd ligger Engelsberg og Peterskirchen, begge i Landkreis Traunstein. Vest for Taufkirchen ligger kommunen Unterreit.